# 시저스 팰리스

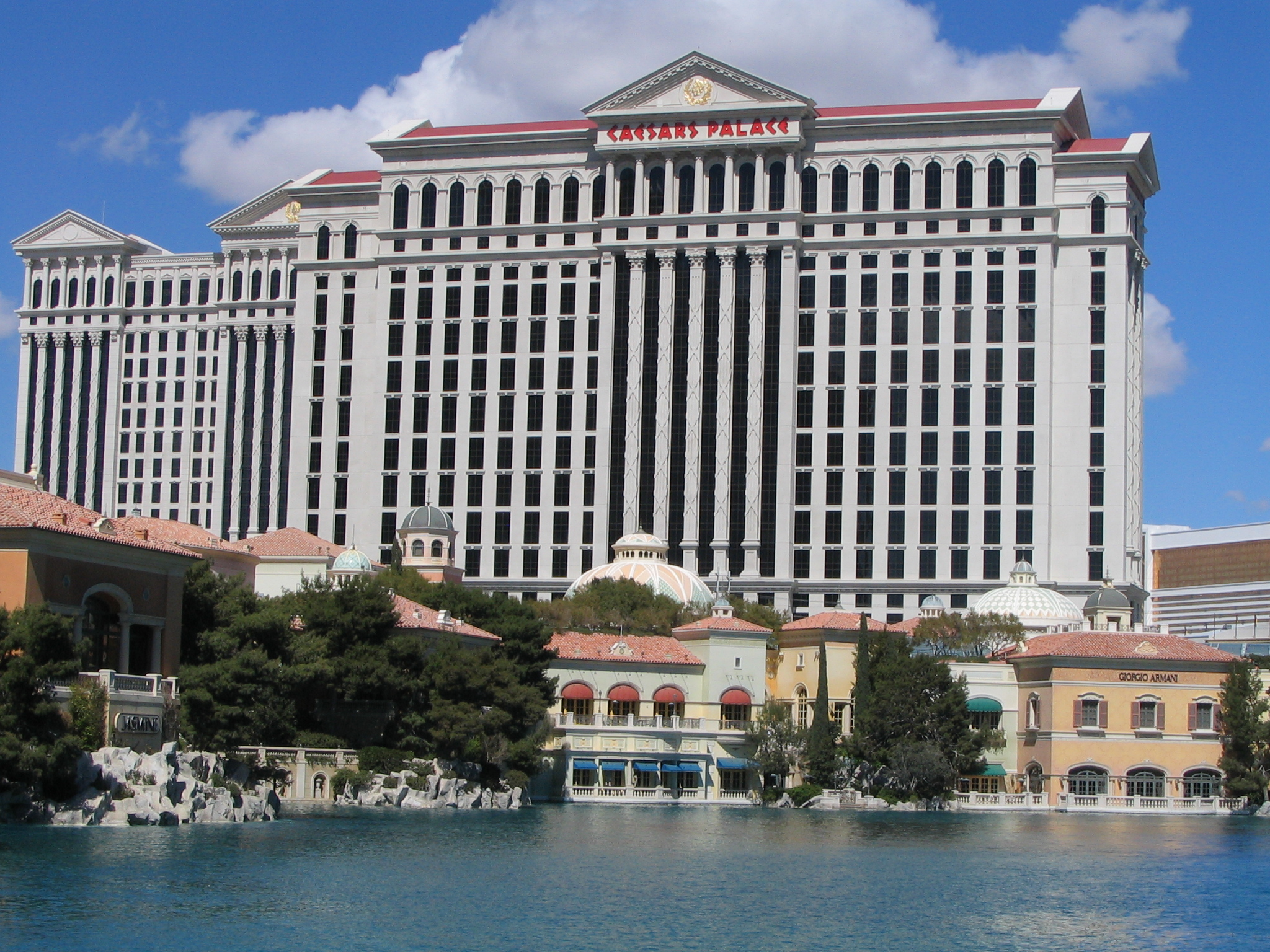
시저스 팰리스

시저스 팰리스(Caesars Palace)는 미국 네바다주 패러다이스에 위치한 고급 호텔이다. 호텔 이름 시저는 고대 로마 제국의 저명한 군인이자 정치인 카이사르의 영어 읽기이다. 건물의 이름도 오거스터스 (아우구스투스, Augustus), 센추리언 (백부장, Centurion) 등 로마 제국의 이름을 따왔다. 1966년 개업하여, 라스베이거스를 대표하는 명문 호텔이며, 현재는 시저스 엔터테인먼트에 의해 운영되고있다.
1993년 4월 4일, WWF 레슬매니아 9가 개최되었다. 관객 수는 16,891명.

## 사건 및 사고
1982년 11월 13일, 대한민국의 권투 선수인 김득구와 챔피언인 레이 맨시니와의 WBA 라이트급 챔피언전이 이곳에서 열렸다. 이 경기에서 김득구 선수가 시합 도중 의식불명에 빠져 4일 뒤에 사망하는 사건이 발생하였다.